# Matt Carey
Matthew "Matt" Carey, född 28 februari 1992 i Hamilton, är en kanadensisk professionell ishockeyspelare som spelar för Leksands IF i SHL. Han har spelat på lägre nivå för St. Lawrence Saints (St. Lawrence University) i NCAA.
Carey blev aldrig draftad av någon NHL–organisation.
Han är yngre bror till ishockeyspelaren Greg Carey som spelar inom organisationen för Buffalo Sabres.

## Statistik
| Källa: Uppdaterad: 2014-03-30 | Källa: Uppdaterad: 2014-03-30 | Källa: Uppdaterad: 2014-03-30 |                                      | Grundserie                           | Grundserie                           | Grundserie                           | Grundserie                           | Grundserie                           |                                      | Slutspel                             | Slutspel                             | Slutspel                             | Slutspel                             | Slutspel |
| Säsong                        | Lag                           | Liga                          | Matcher                              | Mål                                  | Assist                               | Poäng                                | Utv                                  | Matcher                              | Mål                                  | Assist                               | Poäng                                | Utv                                  |                                      |          |
| ----------------------------- | ----------------------------- | ----------------------------- | ------------------------------------ | ------------------------------------ | ------------------------------------ | ------------------------------------ | ------------------------------------ | ------------------------------------ | ------------------------------------ | ------------------------------------ | ------------------------------------ | ------------------------------------ | ------------------------------------ | -------- |
| 2007–2008                     | Hamilton Jr. Bulldogs         | SCTA                          | 48                                   | 13                                   | 14                                   | 27                                   | —                                    | —                                    | —                                    | —                                    | —                                    | —                                    |                                      |          |
| 2008–2009                     | Hamilton Reps                 | AH                            | 36                                   | 16                                   | 28                                   | 44                                   | 48                                   | 11                                   | 8                                    | 9                                    | 17                                   | 22                                   |                                      |          |
| 2009–2010                     | Burlington Cougars            | CCHL                          | 5                                    | 0                                    | 0                                    | 0                                    | 0                                    | —                                    | —                                    | —                                    | —                                    | —                                    |                                      |          |
|                               | Hamilton Red Wings            | CCHL                          | 20                                   | 7                                    | 6                                    | 13                                   | 20                                   | 10                                   | 1                                    | 2                                    | 3                                    | 20                                   |                                      |          |
| 2010–2011                     | Hamilton Red Wings            | OJHL                          | 45                                   | 25                                   | 59                                   | 84                                   | 40                                   | 7                                    | 3                                    | 2                                    | 5                                    | 10                                   |                                      |          |
| 2011–2012                     | Hamilton Red Wings            | OJHL                          | 23                                   | 17                                   | 21                                   | 38                                   | 8                                    | —                                    | —                                    | —                                    | —                                    | —                                    |                                      |          |
|                               | Toronto Jr. Canadiens         | OJHL                          | 25                                   | 16                                   | 15                                   | 31                                   | 24                                   | 10                                   | 9                                    | 5                                    | 14                                   | 18                                   |                                      |          |
| 2012–2013                     | St. Lawrence Saints           | NCAA                          | Var ej kvalificerad för spel i NCAA. | Var ej kvalificerad för spel i NCAA. | Var ej kvalificerad för spel i NCAA. | Var ej kvalificerad för spel i NCAA. | Var ej kvalificerad för spel i NCAA. | Var ej kvalificerad för spel i NCAA. | Var ej kvalificerad för spel i NCAA. | Var ej kvalificerad för spel i NCAA. | Var ej kvalificerad för spel i NCAA. | Var ej kvalificerad för spel i NCAA. | Var ej kvalificerad för spel i NCAA. |          |
| 2013–2014                     | Chicago Blackhawks            | NHL                           | 1                                    | 0                                    | 0                                    | 0                                    | 2                                    | —                                    | —                                    | —                                    | —                                    | —                                    |                                      |          |
|                               | St. Lawrence Saints           | NCAA                          | 38                                   | 18                                   | 19                                   | 37                                   | 47                                   | —                                    | —                                    | —                                    | —                                    | —                                    |                                      |          |
| NHL totalt                    | NHL totalt                    | NHL totalt                    | 1                                    | 0                                    | 0                                    | 0                                    | 2                                    | —                                    | —                                    | —                                    | —                                    | —                                    |                                      |          |
| NCAA totalt                   | NCAA totalt                   | NCAA totalt                   | 38                                   | 18                                   | 19                                   | 37                                   | 47                                   | —                                    | —                                    | —                                    | —                                    | —                                    |                                      |          |